# Théorie des cordes bosoniques
La théorie des cordes bosoniques est la première des théories des cordes, elle a été inventée dans les années 1960.  
Le principe de la théorie des cordes bosoniques est relativement simple.  Comme son nom l'indique, tous les modes de vibration des cordes donnent des bosons.  Contrairement aux autres théories des cordes, les cordes de cette théorie évoluent dans 26 dimensions, ce qui est beaucoup plus que les 10 dimensions nécessaires dans la théorie des supercordes.
La théorie des cordes bosoniques n'est pas un modèle phénoménologique réaliste car il contient un tachyon dans son spectre mais ce modèle est utile pour se familiariser avec les concepts de la théorie. On parle alors de modèle-jouet.